# Dysphania glaucescens
Dysphania glaucescens là một loài bướm đêm trong họ Geometridae.